# IC 1717
IC 1717 — галактика типу NF (в процесі підтвердження) у сузір'ї Південна Гідра.
Цей об'єкт міститься в оригінальній редакції індексного каталогу.